# ۹۹ (قمری)
۹۹ (قمری)، نود و نهمین سال در گاهشماری هجری قمری است. اول محرم این سال برابر با هجدهم اوت سال ۷۱۷ میلادی است.